# Phyllomedusa
Phyllomedusa – rodzaj płazów bezogonowych z podrodziny Phyllomedusinae w rodzinie rzekotkowatych (Hylidae).

## Zasięg występowania
Rodzaj obejmuje gatunki występujące w Panamie, pacyficznych stokach w Kolumbii i Ameryce Południowej na wschód od Andów, w tym na Trynidadzie, na południe do północnej Argentyny i Urugwaju.

## Morfologia
Długość ciała do 130 mm. W skórze południowoamerykańskich gatunków znajdują się siedmiopeptydowe opiaty: dermorfina oraz deltoforyna.

## Systematyka

### Etymologia
Phyllomedusa: gr. φυλλον phullon „liść”; Meduza (gr. Μεδουσα Medousa, łac. Medusa), w mitologii greckiej najmłodsza z trzech Gorgon.

### Podział systematyczny
Do rodzaju należą następujące gatunki:
- Phyllomedusa bahiana Lutz, 1925
- Phyllomedusa bicolor (Boddaert, 1772)
- Phyllomedusa boliviana Boulenger, 1902
- Phyllomedusa burmeisteri Boulenger, 1882
- Phyllomedusa camba De la Riva, 1999
- Phyllomedusa chaparroi Castroviejo-Fisher, Köhler, De la Riva & Padial, 2017
- Phyllomedusa coelestis (Cope, 1874)
- Phyllomedusa distincta Lutz, 1950
- Phyllomedusa iheringii Boulenger, 1885
- Phyllomedusa neildi Barrio-Amorós, 2006
- Phyllomedusa sauvagii Boulenger, 1882 – chwytnica wzorzystobrzucha[6]
- Phyllomedusa tarsius (Cope, 1868) – chwytnica brunatnobrzucha[6]
- Phyllomedusa tetraploidea Pombal & Haddad, 1992
- Phyllomedusa trinitatis Mertens, 1926
- Phyllomedusa vaillantii Boulenger, 1882
- Phyllomedusa venusta Duellman & Trueb, 1967